# Afkoelslang
De afkoelslang is een 2 à 3 meter lang soort brandslang met een doorsnede van ongeveer 2 centimeter, die in badhuizen en sauna-bedrijven gebruikt wordt als een van de manieren om af te koelen. 
De ene zijde van de slang is op een koudwaterkraan aangesloten, de andere zijde is open. Er is geen mondstuk of iets dergelijks op gemonteerd. De kraan wordt dan zover opengedraaid tot - wanneer het uiteinde van de slang recht naar boven wijst - het water dat eruit stroomt een hoogte van ongeveer 10 centimeter bereikt.

Nadat de waterstraal is ingesteld wordt het uiteinde van de slang horizontaal gehouden en volgens onderstaand patroon het lichaam afgespoeld. Het water moet rustig - zonder te spatten - als een film over de huid stromen. De badgast kan deze handeling zelf doen of worden geassisteerd door een tweede persoon.

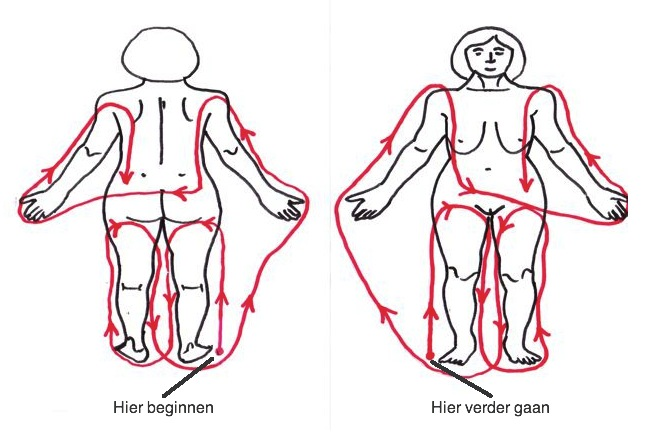
De wijze waarop de afkoelslang hier gebruikt wordt is oorspronkelijk een vorm van hydrotherapie door Sebastian Kneipp ontwikkeld.

Men begint aan de achterkant van het lichaam het meest ver verwijderd van het hart, dat is de rechtervoet. Vanaf de rechtervoet met de waterstraal aan de buitenkant van het been naar boven tot de rechterbil en dan aan de binnenkant van het been weer naar beneden. Daarna hetzelfde herhalen met het linkerbeen.
Vervolgens de rechterhand, arm, schouder aan de achterzijde en schouderblad, gevolgd door dezelfde handeling aan de linkerzijde.

Voorgaand ritueel nu aan de voorzijde van het lichaam herhalen.

Tot slot het gezicht, hals en nek afspoelen
In het sauna-bedrijf neemt men na de afspoelslang vaak nog een koud dompelbad.
Andere methoden om af te koelen zijn,
- Gewone “standaard” koude douche.
- Nevel-douche.
- Stortdouche.
- Koud dompelbad of ijswak.
- Meer, zee of beek.
- Sneeuw of sneeuwcabine.